# 大谷まこと
大谷 まこと（おおたに まこと、1948年 - 2008年10月31日）は、日本の社会福祉学者。福山平成大学福祉健康学部福祉学科教授。博士（社会福祉学）（東洋大学、2003年）。

## 略歴
- 北海道小樽潮陵高等学校卒業
- 北海道大学法学部卒業
- 桜美林大学大学院国際学研究科修士課程修了
- 東洋大学大学院社会学研究科博士課程満期退学
- 2003年　東洋大学　社会福祉学博士　論文の題は「渋沢栄一の社会事業思想 : チャールズ・ブースとの対比のなかで」[2]。
- 2005年福山平成大学福祉健康学部福祉学科助教授
- 2007年福山平成大学福祉健康学部福祉学科准教授
- 2008年福山平成大学福祉健康学部福祉学科教授

## 著書

### 単著
- 『渋沢栄一』<シリーズ福祉に生きる11/一番ヶ瀬康子、津曲祐次編>（大空社、1998年）ISBN 978-4-7568-0852-3
- 『渋沢栄一の福祉思想―英国との対比からその特質を探る』（ミネルヴァ書房、2008年）ISBN 978-4-6230-5963-8

### 分担執筆
- 阪田雪子監修『日本語を学ぶ人のための辞典（英語・日本語）』（新潮社、1995年）
- 養子と里親を考える会編・湯沢雍彦監修『養子と里親　―日本・外国の未成年養子制度と斡旋問題』（日本加除出版、2001年）ISBN 978-4817812254
- 湯沢雍彦編著『里親制度の国際比較』（ミネルヴァ書房<MINERVA社会福祉叢書12>、2004年） ISBN 978-4623040018